# Liste de revues de sciences de l'éducation
Cette liste répertorie un certain nombre de revues francophones en sciences de l'éducation. Il s'agit principalement de revues scientifiques, à comité de lecture.

## Les listes de revues francophones et internationales de sciences de l'éducation
- L'AECSE (Association des enseignants et chercheurs en sciences de l'éducation) recense une trentaine de revues francophones de recherche en sciences de l'éducation, dirigées par un enseignant-chercheur en sciences de l'éducation ou dont un nombre significatif de membres du comité éditorial appartient à cette discipline[1]. Cette liste a été établie grâce à un questionnaire diffusé en 2010[2], et actualisée en mars 2013[3].
- L'HCERES propose une liste de revues françaises et internationales de sciences de l'éducation, actualisée le 30 mai 2016[4].
- Les revues internationales sont répertoriées sur le site du programme ERIH[5] de la Fondation européenne de la science. Une liste initiale est établie en 2007 et mise à jour régulièrement[6].
- Le service « Veille et analyse » de l'Institut français de l'éducation suit la parution des revues francophones et internationales d'éducation et de formation. Il actualise chaque semaine sa liste et propose des liens vers les sommaires des nouvelles parutions[7].

- Haut – A
- B
- C
- D
- E
- F
- G
- H
- I
- J
- K
- L
- M
- N
- O
- P
- Q
- R
- S
- T
- U
- V
- W
- X
- Y
- Z

| Titre | Thématique | Année de fondation                                     | Parution(s) par an           |
| --- | --- | ------------------------------------------------------ | ---------------------------- |
| A | |                                                        |                              |
| Agora. Débats/jeunesses | Animation, problématiques de la jeunesse | 1995                                                   | 3                            |
| Alsic - Apprentissage des langues et systèmes d'information et de communication                                                 | Didactique des langues, sciences de l'éducation, information et communication                                                                           | 1998                                                   | Variable                     |
| Annales de didactique et de sciences cognitives, IREM et Université de Strasbourg                                               | Didactique des mathématiques | 1988                                                   | 1                            |
| Année de la recherche en sciences de l'éducation                                                                                | Recherche en sciences de l'éducation (ISSN 1254-6852)                                                                                                   | ?                                                      | 1                            |
| B | B | B                                                      | B                            |
| C | C | C                                                      | C                            |
| Cahiers de la recherche sur l'éducation et les savoirs                                                                          | Éducation, savoirs Sud-Nord, sociohistoire | 2002                                                   | 1 + 1 Hors-série             |
| Cahiers pédagogiques | Pédagogie, enseignement, école (ISSN 0008-042X) | 1945                                                   | 8                            |
| Carrefours de l'éducation, université Jules-Verne, Amiens                                                                       | International, éducation - étude critique | 1996                                                   | 2                            |
| Chemins de formation, Universités Nantes et Angers                                                                              | Formation, récit, écriture (ISSN 0760-0070) | 2001                                                   | 1                            |
| Cliopsy | Approche clinique, psychanalyse, éducation-formation (ISSN 2100-0670)                                                                                   | 2009                                                   | 2                            |
| Connexions | Éducation, formation d'adultes (ISSN 0337-3126) | ?                                                      | 2                            |
| D | D | D                                                      | D                            |
| Distances et médiations des savoirs (DMS)                                                                                       | Formation à distance, e-learning. (ISSN 2264-7228). ♥ Nouvelle revue qui prend la suite de Distances et savoirs.                                        | 2012                                                   | 4                            |
| Distances et savoirs | Formation à distance, e-learning. (ISSN 1765-0887) La même équipe a porté la création de Distances et médiations des savoirs.                           | 2001-2011.                                             | 4                            |
| Diversité. Ville école intégration, Canopé                                                                                      | Acteurs de l'éducation, terrains sensibles et école (ISSN 1769-8502)                                                                                    | 1973                                                   | 4                            |
| Les Dossiers de sciences de l'éducation, Université Toulouse 2 et ENFA                                                          | Éducation, formation, savoirs. (ISSN 1296-2104) | 1999                                                   | 2                            |
| E | E | E                                                      | E                            |
| Éducation comparée | Comparaisons internationales, éducation, formation | 1973/2008                                              | 2                            |
| Éducation & devenir | Éducation (ISSN 0998-9765) | 1985 (?)-                                              |                              |
| Éducation et didactique, ESPÉ de Bretagne/PUR                                                                                   | Recherches comparatistes en didactique (ISSN 2111-4838)                                                                                                 | 2007                                                   | 3                            |
| Éducation et formation, Belgique                                                                                                | Éducation et formation (ISSN 2032-8184) | 2007 (format numérique)                                | Variable                     |
| Éducation et formations | Enseignement primaire, secondaire et supérieur français. (ISSN 0294-0868)                                                                               | 1982                                                   | Périodique                   |
| Éducation et francophonie (ACELF), Canada                                                                                       | Recherches sur l'éducation en langue maternelle française (Association canadienne d’éducation de langue française) (ISSN 0849-1089)                     | 1971 (existe aussi en format numérique depuis 1996)    | 2                            |
| Éducation et socialisation. Cahiers du CERFEE, Université de Montpellier 2                                                      | Apprentissage, enseignement, socialisation. (ISSN 2271-6092)                                                                                            | 1988                                                   | 3                            |
| Éducation et sociétés | Sociologie de l'éducation, sociologie de la formation. (ISSN 1373-847X)                                                                                 | 1998                                                   | 2                            |
| Éducation relative à l'environnement                                                                                            | Éducation et environnement (milieu scolaire, communautaire ; enfants, adultes), écocitoyenneté. (ISSN 1373-9689)                                        | 1998                                                   | 2 (à partir de l'année 2016) |
| Éducation Permanente | Éducation des adultes, formation professionnelle, développement des compétences (ISSN 0339-7513)                                                        | 1969                                                   | 4                            |
| Éducation thérapeutique du patient                                                                                              | Recherche et pratiques dans le domaine de l'éducation thérapeutique du patient                                                                          | 2009                                                   | 2                            |
| e-JIREF. Évaluer. Journal international de recherche en éducation et formation (ADMÉÉ-Europe)                                   | Questions d'évaluation en éducation et formation. Revue numérique (ISSN 1374-1217)                                                                      | 2015                                                   | 3                            |
| eJRIEPS - eJournal de la recherche sur l'intervention en éducation physique et sport, ESPÉ, Université de Franche-Comté         | Éducation, système de formation, activités physiques et sportives. (ISSN 2105-0821).                                                                    | 2002                                                   | 3                            |
| Empan | Éducation, travail social et santé. (ISSN 1152-3336) | 1990                                                   | 4                            |
| Études en didactique des langues                                                                                                | Didactique des langues étrangères et FLE | 2011                                                   | 2                            |
| Les Études sociales | Histoire des sciences humaines et sociales - Éducation - Le Play. (ISSN 0014-2204)                                                                      | 1948                                                   | 2                            |
| F | F | F                                                      | F                            |
| Le français dans le monde, FIPF                                                                                                 | Enseignement du français | 1961                                                   | 6                            |
| Formation et profession | Revue scientifique internationale en éducation | 1993                                                   | 3 ou 4                       |
| Le Français aujourd'hui | Enseignement du français (ISSN 0184-7732) | ?                                                      | 4                            |
| Frantice.net | TIC, éducation et formation (ISSN 2110-5324) | 2010                                                   | 2                            |
| G | G | G                                                      | G                            |
| Grand N, IREM Grenoble | Didactique des mathématiques et des disciplines scientifiques (ISSN 0152-4682)                                                                          | 1973                                                   | 2                            |
| H | H | H                                                      | H                            |
| Histoire de l'éducation, IFÉ - Lyon                                                                                             | Histoire - éducation - enseignement. (ISSN 0221-6280)                                                                                                   | 1978                                                   | 4                            |
| I | I | I                                                      | I                            |
| J | J | J                                                      | J                            |
| K | K | K                                                      | K                            |
| L | L | L                                                      | L                            |
| M | M | M                                                      | M                            |
| MathemaTICE, Sésamath | Enseignement des mathématiques et TICE (ISSN 2109-9197)                                                                                                 | 2006 ?                                                 | 5                            |
| Mesure et évaluation en éducation                                                                                               | Mesure, évaluation, éducation. (ISSN 0823-3993) | 1978                                                   | 3                            |
| N | N | N                                                      | N                            |
| Nouveaux c@hiers de la recherche en éducation (NCRÉ), Faculté d'éducation, Université de Sherbrooke, Canada                     | Recherches sur des questions liées à l'éducation | 1994 (numérique)                                       | 2                            |
| Nouvelle revue de l'adaptation et de la scolarisation (NRAS), INS-HEA                                                           | Apprentissages, accessibilité, inclusion. (ISSN 1957-0341)                                                                                              | 1998                                                   | 4                            |
| O | O | O                                                      | O                            |
| L'Orientation scolaire et professionnelle                                                                                       | Orientation scolaire. (ISSN 0249-6739) | 1972                                                   | 4                            |
| P | P | P                                                      | P                            |
| Penser l'éducation, Université de Rouen                                                                                         | Pédagogie, histoire, philosophie. (ISSN 1253-1006) | 1996                                                   | 2                            |
| Petit x, IREM | Didactique des mathématiques et d’analyses de pratiques pour l’enseignement secondaire (ISSN 0759-9188)                                                 | 1983                                                   | 3                            |
| Phronesis, Université de Sherbrooke (Québec)                                                                                    | Éducation scolaire et non scolaire, formation, professions du conseil, de l'accompagnement, du santé, du travail social.                                | 2012                                                   | 4                            |
| Pratiques, CRESEF, Université de Lorraine, Metz                                                                                 | Didactique du français, théorie, pratique, pédagogie (ISSN 2425-2042)                                                                                   | 1974-2013 (format imprimé) et 2014 → version numérique | 2                            |
| Pratiques de formation - Analyses, Université Paris 8                                                                           | Épistémologie de la formation des adultes, statut des pratiques au regard des modélisations.                                                            | 1981                                                   | 2                            |
| Q | Q | Q                                                      | Q                            |
| Questions Vives | Recherche, actualité, débats. (ISSN 1775-433X) | 2002                                                   | 2                            |
| R | R | R                                                      | R                            |
| La Recherche en éducation (AFIRSE)                                                                                              | ♥ Le CREN (Nantes) édite une revue homonyme sous l'intitulé Recherches en éducation. (ISSN 1647-0117)                                                   | 2008                                                   | 2                            |
| Recherche en soins infirmiers                                                                                                   | Recherche en soins infirmiers (ISSN 2271-8362) | 1985                                                   | 4                            |
| Recherches & éducations | Éducation, formation, recherche. Ancienne revue Éduquer, revue Binet-Simon (ISSN 1760-7760)                                                             | 1899/2008                                              | 2                            |
| Recherche & formation | Recherche, formation, formation de formateurs. (ISSN 0988-1824)                                                                                         | 1987                                                   | 3                            |
| Recherches. Revue de didactique et de pédagogie du français                                                                     | Didactique du français, sciences de l'éducation, langue et littérature françaises. (ISSN 0295-009X)                                                     | 1984                                                   | 2                            |
| Recherches en didactique des mathématiques                                                                                      | Didactique des mathématiques, enseignement et apprentissage des mathématiques. (ISSN 0246-9367)                                                         | 1980                                                   | 3                            |
| Recherches en didactique des sciences et des technologies, IFÉ - Lyon                                                           | Enseignement, apprentissages, sciences (ISSN 2110-6460). Cette revue remplace en 2010 les revues Aster (ISSN 0297-9373) et Didaskalia (ISSN 1250-0739). | 2010                                                   | 2                            |
| Recherches en didactiques (Les Cahiers Théodile), Université Lille 3                                                            | Didactiques, enseignement, apprentissage (ISSN 2105-830X)                                                                                               | 2000/2010                                              | 2                            |
| Recherches en éducation, Université de Nantes                                                                                   | ♥ L'HCERES la référence sous le nom de Revue Recherches en éducation (ISSN 1954-3077)                                                                   | 2006                                                   | 2                            |
| Recherche et pratiques pédagogiques en langues de spécialité. Cahiers de l’APLIUT                                               | Didactique des langues de spécialité (IUT) | 1980-2011 ; 2011-                                      | 2                            |
| Repères, IFÉ - Lyon | Didactique du français, école/collège. (ISSN 1157-1330)                                                                                                 | 1990                                                   | 2                            |
| Repères-IREM IREM | Didactique des mathématiques (ISSN 1157-285X) | 1990                                                   | 4                            |
| Revue canadienne de l'éducation                                                                                                 | Revue bilingue. Promouvoir la recherche en sciences de l'éducation canadienne                                                                           | c.1977                                                 | 4                            |
| Revue d'histoire de l'enfance «irrégulière», ENPJJ/AHPJM                                                                        | Enfance et jeunesse marginales ou marginalisées (ISSN 1777-540X)                                                                                        | 1998                                                   | 1                            |
| Revue des sciences de l'éducation, Montréal (Canada)                                                                            | (ISSN 1705-0065) | 1975                                                   | 3                            |
| Revue française d'éducation comparée                                                                                            | Raisons, comparaisons, éducations. (ISSN 1967-5798) | 2007                                                   | 1                            |
| Revue française de pédagogie, IFÉ - Lyon                                                                                        | Recherches en éducation. (ISSN 0556-7807) | 1967                                                   | 4                            |
| Revue internationale d’éducation de Sèvres (CIEP)                                                                               | Éducation, formation | 1994                                                   | 3                            |
| Revue internationale de l'éducation familiale                                                                                   | Éducation, famille, interventions socioéducatives. (ISSN 1279-7766)                                                                                     | 1997                                                   | 2                            |
| Revue internationale de pédagogie de l'enseignement supérieur (RIPES)                                                           | Pratiques pédagogiques de l'enseignement supérieur | 2009                                                   | 2                            |
| Revue internationale des technologies en pédagogie universitaire (RITPU)                                                        | TIC, Expériences et recherches, enseignement supérieur.                                                                                                 | 2004                                                   | 3                            |
| Revue suisse des sciences de l'éducation                                                                                        | Elle succède à la revue Éducation et recherche en 2000.                                                                                                 | 1979-1999 puis 2000                                    | 3                            |
| S | S | S                                                      | S                            |
| Savoirs. Revue internationale de recherches en éducation et formation d'adultes, université Paris Ouest Nanterre La Défense     | Formation, adultes, recherche | 2003                                                   | 3                            |
| Les Sciences de l'éducation - Pour l'Ère nouvelle, université de Caen                                                           | Éducation, formation, socialisation | 1967                                                   | 4                            |
| Skholê | École (revue électronique) | 2008                                                   | 2 à 3 n° par an              |
| Sociétés et jeunesses en difficulté, ENPJJ, Roubaix                                                                             | Enfants et jeunes en difficulté sociale ou familiale, pratiques professionnelles, dispositifs institutionnels (ISSN 1953-8375).                         | 2006                                                   | 2                            |
| Spécificités | Intervention en terrain sensible (ISSN 2256-7186) | 2009                                                   | 1 ou 2                       |
| Spirale, ESPÉ Lille Nord de France et Université Lille 3                                                                        | Recherches en éducation et formation | 1989                                                   | 2 + 1 suppl. num.            |
| Sticef - Sciences et technologies de l'information et de la communication pour l'éducation et la formation, université du Maine | Recherches en technologie de l'information et de la communication et apprentissages                                                                     | 1994 puis 2003                                         | 1                            |
| Le Sujet dans la Cité. Revue internationale de recherche biographique                                                           | Recherche biographique, construction de soi dans l'espace social et politique                                                                           | 2010                                                   | 1                            |
| T | T | T                                                      | T                            |
| Le Télémaque, Caen | Philosophie de l'éducation, société | 1994                                                   | 2                            |
| TransFormations. Recherches en éducation des adultes, Université Lille 1.                                                       | Éducation et formation d'adultes. (ISSN 1967-1075) | 2008                                                   | 2                            |
| Travail et apprentissages. Revue de didactique professionnelle                                                                  | Travail, formation professionnelle, didactique. ♥ Pas d'ISSN mais un ISBN.                                                                              | 2008                                                   | 1 ou 2                       |
| Travail et formation en éducation                                                                                               | Cette revue a cessé de paraître en 2011 Travail, formation en éducation                                                                                 | 2008                                                   | 2                            |
| Tréma, Faculté d'éducation, université de Montpellier                                                                           | Éducation, didactique, formation, enseignement | 1992                                                   | 2                            |
| U | U | U                                                      | U                            |
| V | V | V                                                      | V                            |
| W | W | W                                                      | W                            |
| X | X | X                                                      | X                            |
| Y | Y | Y                                                      | Y                            |
| Z | Z | Z                                                      | Z                            |